# Yves Rechsteiner
 (janvier 2023).
Si vous disposez d'ouvrages ou d'articles de référence ou si vous connaissez des sites web de qualité traitant du thème abordé ici, merci de compléter l'article en donnant les références utiles à sa vérifiabilité et en les liant à la section « Notes et références ».
Pour les articles homonymes, voir Rechsteiner.
Yves Rechsteiner, né en 1969 à Yverdon-les-Bains dans le canton de Vaud, est un claveciniste et organiste suisse, professeur de basse continue et chef du département de musique ancienne depuis 1995 au Conservatoire national supérieur de musique et de danse de Lyon. 

## Biographie
Né en 1969, son activité musicale commence de façon assez classique : études du piano dans le cadre familial, puis découverte de l'orgue à l'église.

Pierre-Alain Clerc l'ouvre au répertoire baroque à l'adolescence, ce qui le conduit à s'intéresser au clavecin.
En 1991, il décroche un Premier Prix d'orgue (avec François Delor) et de clavecin (avec Christiane Jaccottet) au Conservatoire de Genève. La même année il est admis dans le cercle des Musiciens Juventus, sélectionnés dans toute l'Europe. Il se perfectionne grâce à l'enseignement du pianoforte avec Andreas Staier, de l'orgue avec Guy Bovet et de l'art de la basse continue avec Jesper Christensen à la Schola Cantorum de Bâle.
La participation à des concours internationaux lui vaut plusieurs récompenses : lauréat du Concours de clavecin de Bruges, du Concours d'orgue de Spire, du Concours d'exécution musicale de Genève, du Printemps de Prague… 
En parallèle d'une activité de concertiste, il est nommé en 1995 professeur de basse continue et responsable du département de musique ancienne au conservatoire national supérieur de musique et de danse de Lyon. Il devient alors responsable dans l'enseignement supérieur d'une classe d'accompagnateurs sur claviers anciens, tout en conduisant le développement d'un département reconnu pour la richesse de son activité pédagogique.
Soliste invité de nombreux festivals, il partage son activité entre les récitals d'orgue, de clavecin ou les programmes en petites formations. 
Il a fondé récemment l’ensemble Alpbarock, dédié à la valorisation du patrimoine musical populaire de Suisse allemande et constitué de 5 musiciens, chanteurs, violon, hackbrett (tympanon) et percussions, jouant autour d’un orgue de chambre.
il devient directeur artistique du festival Toulouse les Orgues fin 2013, succédant à Michel Bouvard, l'un de ses deux fondateurs.
On compte parmi ses élèves : Benjamin Righetti, Florence Monzani, Caroline Huynh Van Xuan, Sébastien Daucé, Vincent Bernhardt, Chiao Pin Kuo...

## Discographie solo

### Au clavecin
- 1996 : Azzolino della Ciaja - Sonates pour le clavecin.
- 2002 : Johann Sebastian Bach - Fantasia Cromatica, sonates & transcriptions pour clavecin à pédalier.

### À l'orgue
- 2004 : Franz Liszt - Orgelwerke.
- 2010 : Jean-Philippe Rameau : Airs & danses d'opéra, transcriptions pour orgue.
- 2011 : L'orgue Fantastique : Orgue Puget de la Dalbade à Toulouse.
- 2012 : Casta Diva et autres transcriptions pour orgue de Berlioz, Beethoven...

## Arrangements et transcriptions
Yves Rechsteiner est l'auteur de nombreuses transcriptions pour l'orgue.